# Gozo

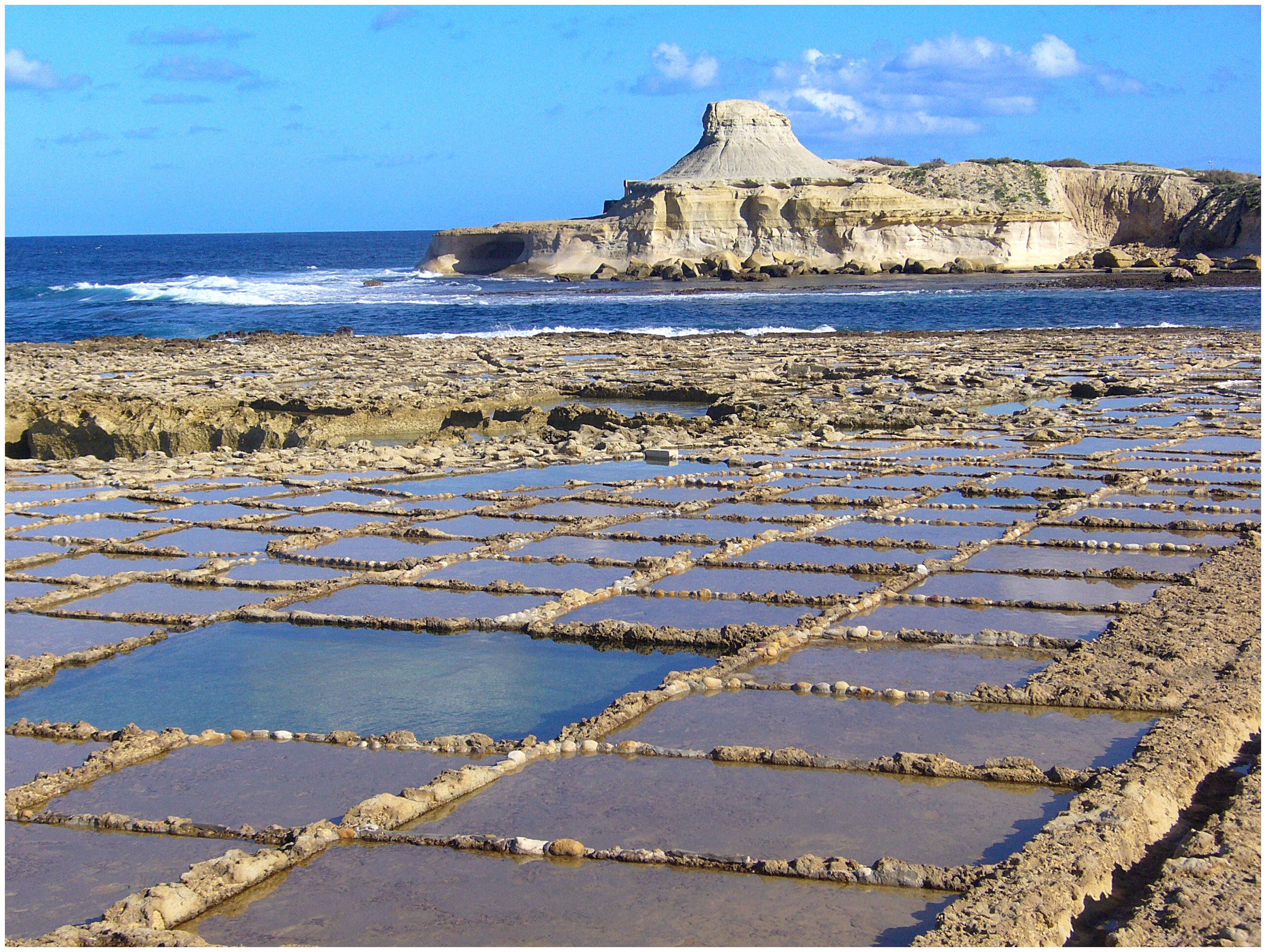
Die Salzpfannen auf Gozo

Gozo ([ˈɡozo], maltesisch Għawdex [ˈaʊːdeʃ]) ist die zweitgrößte Insel des Maltesischen Archipels. Sie gehört zur Republik Malta. Die Einwohner der Insel werden Gozitaner genannt.

## Geschichte
Auf Gozo lebten schon im 5. Jahrtausend v. Chr. Menschen, die wahrscheinlich aus Sizilien eingewandert waren. Noch vor der Mitte des 4. Jahrtausends errichteten sie auf dem Plateau südlich des heutigen Ortes Xagħra die neolithische Ġgantija-Tempelanlage, eine der ältesten des Archipels. Dreitausend Jahre später gaben die Phönizier der Insel den Namen Göl, die nachfolgenden Griechen (Hekataios von Milet beschrieb Gozo um 500 v. Chr. als Insel vor der karthagischen Küste) gräzisierten ihn zu Gaúlos (Γαύλος) bzw. im 4. Jahrhundert v. Chr. Kallimachos von Kyrene zu Gaúdos (Γαύδος). Die Römer latinisierten den Namen zu Gaulus. Erst ab dem 14. Jahrhundert n. Chr. ist der Name in seiner heutigen Form Gozo schriftlich belegt.
Im Jahr 1091 lebten 350 Juden hier, im Wohlstand und nicht in Ghettos, aber 1492 wurden alle gezwungen, den spanischen Herrschaftsbereich zu verlassen oder zu konvertieren. Im Jahr 1530 erhielt der Malteserorden Malta und Gozo als Lehen von Kaiser Karl V.

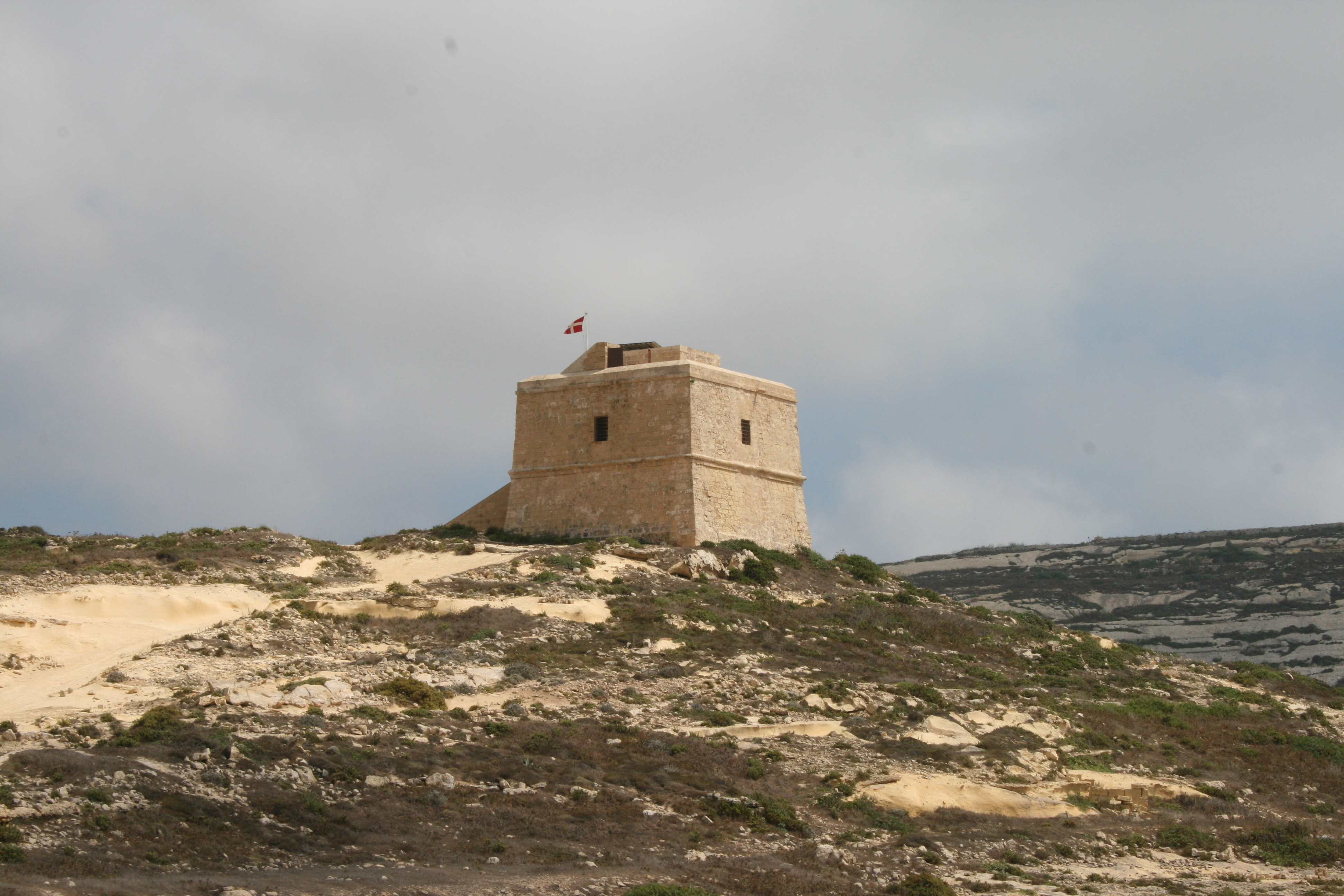
Ältester Wachturm auf Gozo

Im Juli 1551 überfielen Osmanen unter Sinan Pascha und Turgut Reis Gozo, sie verschleppten alle arbeitsfähigen Einwohner als Sklaven nach Libyen. Daraufhin wurden die Befestigungsanlagen der Insel verstärkt. Für den Orden war Gozo ein bedeutender Wirtschaftsfaktor, denn auf dem der Insel vorgelagerten Felsen Fungus Rock wurde der nur dort vorkommende Malteserschwamm geerntet, eine Pflanze, der blutstillende Wirkung zugeschrieben wurde und die der Orden auf das europäische Festland verkaufte. Später stellte sich heraus, dass die Pflanze keinerlei medizinische Wirkung entfaltet.
Als sich die Malteserritter unter ihrem Großmeister Ferdinand von Hompesch zu Bolheim 1798 kampflos den Truppen Napoleons ergaben, begehrten die Einwohner Gozos gegen die Besetzung ihrer Insel durch die Franzosen auf. Die im September auf der Insel gelandeten Soldaten wurden gefangen genommen und in der Zitadelle von Rabat festgesetzt. Im darauf folgenden Oktober rief Gozo seine Unabhängigkeit aus und gab sich den Namen „La Nazione Gozitana“. Mit der Inbesitznahme des Maltesischen Archipels durch die Briten fand die Selbstständigkeit Gozos bereits im September 1800 ein Ende.
Die britischen Besatzer veranlassten unter anderem die Ausgrabung des Ġgantija-Tempels, die 1827 vom britischen Inselkommandanten Otto Bayer angeordnet wurde, die Umbenennung der Hauptstadt Rabat in Victoria (1897) und die Einrichtung des Stadtparks von Victoria (1915).
1987 erlangte Gozo ein Stück Autonomie zurück, als die Insel zusammen mit der Nachbarinsel Comino zu einem eigenständigen Verwaltungsbezirk erhoben wurde. Für diesen Verwaltungsbezirk wurde eigens ein Minister mit eigenem Etat ernannt.

## Geografie und Infrastruktur

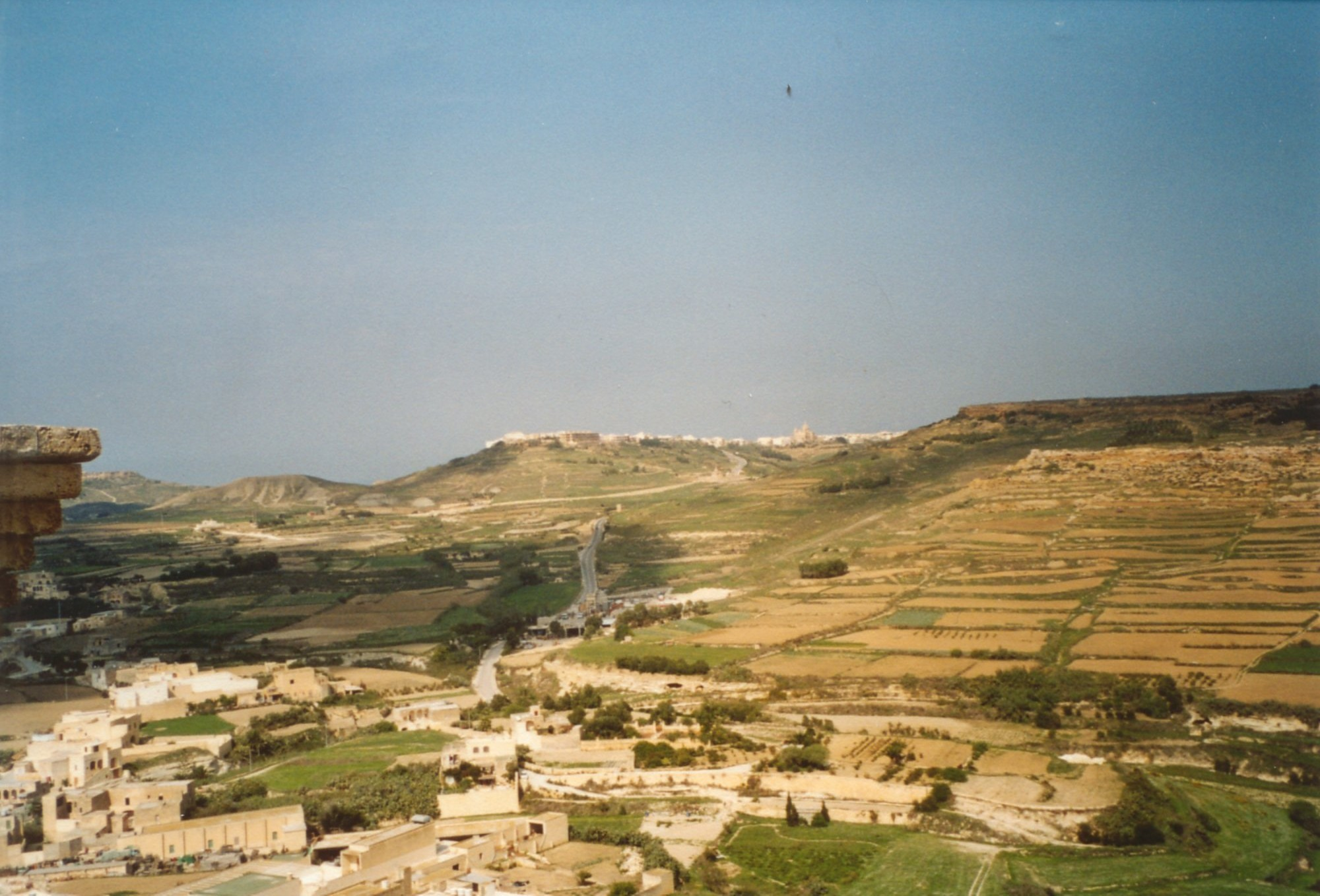
Landschaft auf Gozo

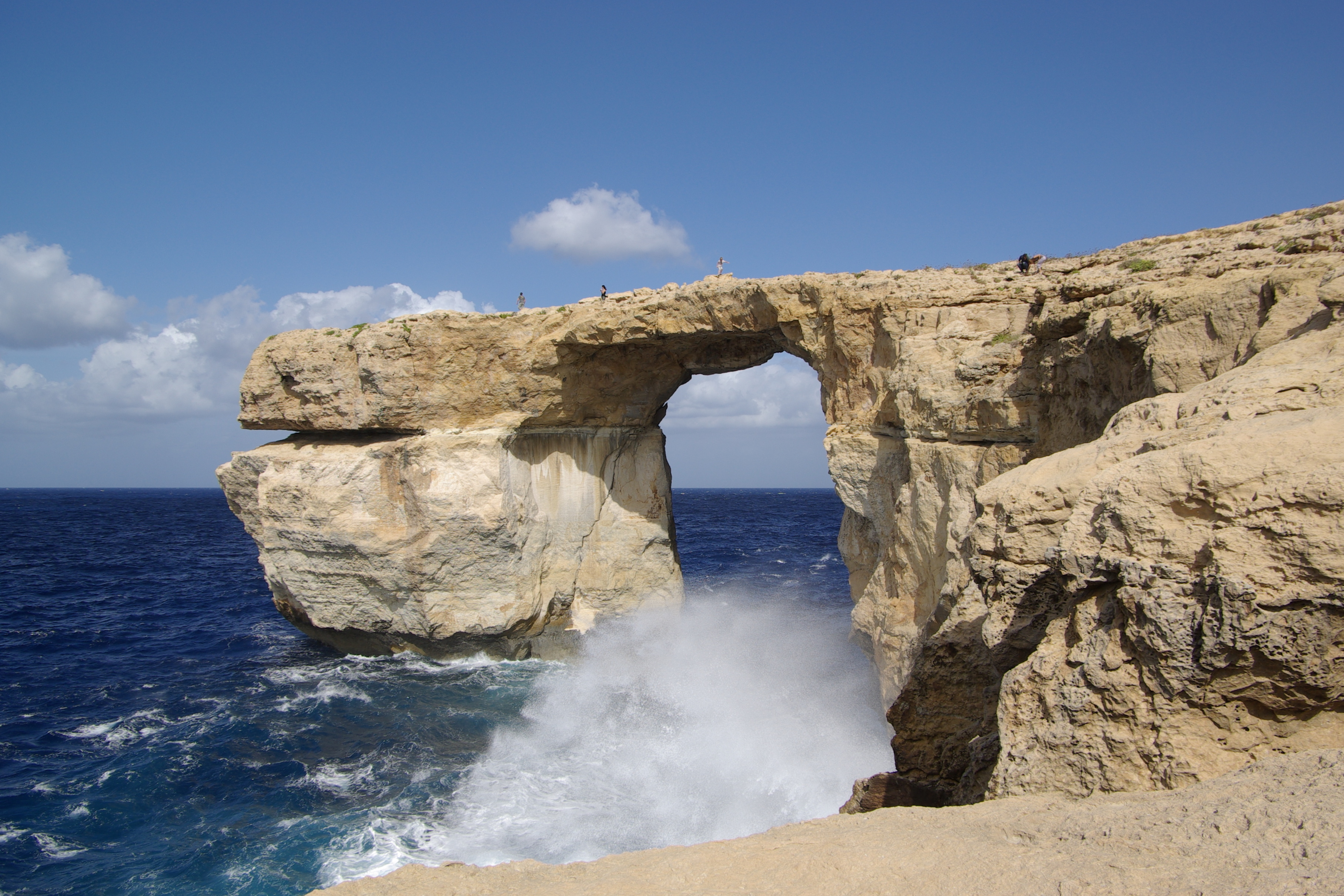
„Azure Window“ an der Westküste vor dem Einsturz 2017

Gozo liegt etwa sechs Kilometer nordwestlich der Hauptinsel des Maltesischen Archipels zwischen dem Libyschen und Sizilischen Meer. Die Fläche beträgt 67 km², die längste Ausdehnung misst 14 Kilometer, und die Küstenlinie ist 43 Kilometer lang. Im Westteil erreicht Gozo mit 176 Metern seine höchste Erhebung.
In vierzehn Orten leben etwa 31.000 Menschen, die meisten, rund 6.800, in der Inselhauptstadt Victoria (Rabat). Die übrigen Siedlungen, in denen jeweils nicht mehr als 2000 Menschen wohnen, haben dörflichen Charakter.

## Verkehr
Die Verbindung zur Insel Malta wird durch vier Autofähren der Gozo Channel Line gewährleistet, die tagsüber im 45-Minuten-Takt zwischen dem Hafen Mġarr auf Gozo und dem Fähranleger Ċirkewwa an der Nordwestküste Maltas pendeln, sowie durch eine Speedboat-Fähre zwischen Mġarr und Valetta. Zeitweise bestand eine regelmäßige Hubschrauberverbindung von dem fünf Kilometer südöstlich der Inselhauptstadt gelegenen Heliport bei Xewkija zum Luqa Airport auf Malta. Während des Zweiten Weltkriegs wurde im Rahmen der Landung der Alliierten in Sizilien ein Behelfsflugplatz für die amerikanischen Streitkräfte auf Gozo errichtet. Bereits nach zwei Monaten Betrieb wurde er aufgegeben und seine Fläche wieder landwirtschaftlich genutzt. Seit den späten 1960er Jahren gibt es immer wieder Pläne für die Errichtung eines neuen Flugplatzes. Zwischenzeitlich gab es eine Flugverbindung mit einem Wasserflugzeug vom Typ de Havilland Canada DHC-3 der Harbour Air Malta, das kurzzeitig zwischen dem Hafen in Mġarr und dem Grand Harbour in Valletta flog. Aktuell ist Gozo nicht über den Luftweg zu erreichen, private Anbieter verkaufen jedoch auf Anfrage Charterflüge mit Helikoptern ab/bis Luqa Airport.
Da für viele Bewohner (Berufstätige und Studenten) der Weg nach Malta aufwendig ist, gab es 2015 Überlegungen, einen Tunnel oder eine Brücke zur Hauptinsel zu bauen. Dagegen wurde als Argument angeführt, dass sich der Charakter Gozos durch die engere Anbindung an Malta verändern könnte. Auch finanzielle Erwägungen sprachen gegen den Plan.
Auf Gozo herrscht wie auf der Hauptinsel Malta Linksverkehr. Der öffentliche Nahverkehr besteht aus einem System mehrerer Buslinien. Diese beginnen bis auf die Linie 322, die direkt vom Fährhafen Mġarr nach Marsalforn führt, am zentralen Busbahnhof in Victoria (Rabat) und führen von dort in die einzelnen Dörfer, meist bis an die Küste. Von Victoria zum Fährhafen in Mġarr verkehrt die Direktlinie 301, deren Fahrplan an die Ablegezeiten der Fähren angepasst ist (45-Minuten-Takt). Am 2. Januar 2014 wurde der öffentliche Personennahverkehr verstaatlicht, nachdem das private Transportunternehmen, das die Linien betrieb, seit 2011 35 Millionen Euro Verlust gemacht hatte.

## Wirtschaft
Haupterwerbszweig auf Gozo ist die Landwirtschaft, in der etwa 1.000 Einwohner beschäftigt sind. Für ein Viertel von ihnen ist es aber nur ein Nebenerwerb. Immerhin wird die Landwirtschaft so intensiv betrieben, dass Gozo den gesamten maltesischen Archipel zu 60 Prozent mit Nahrungsgütern versorgen kann. Daneben spielen die Meersalzgewinnung und der Kalksandsteinabbau als Wirtschaftsfaktoren eine Rolle. Immer mehr gewinnt der Tourismus als Einnahmequelle an Bedeutung.

## Flora und Fauna

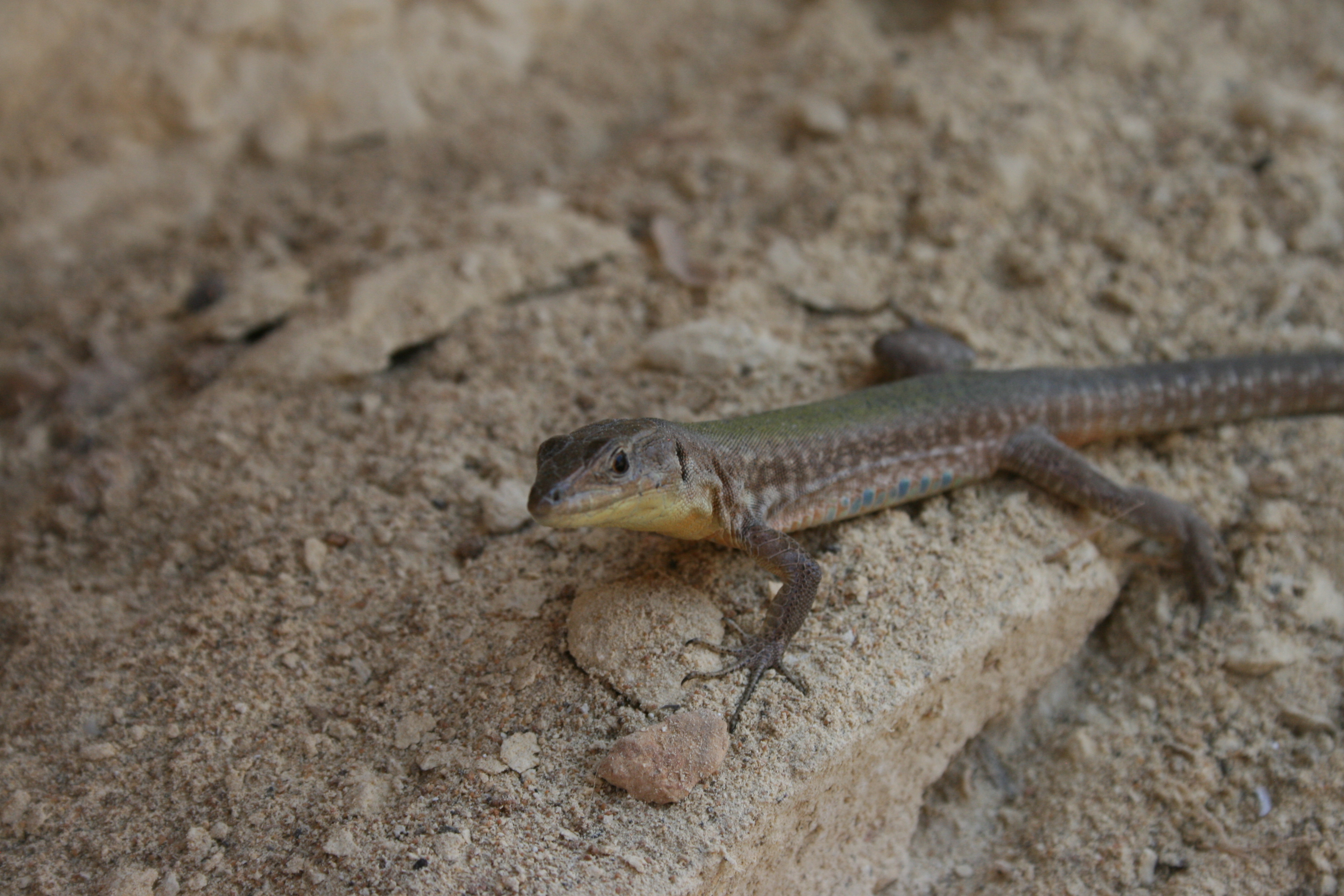
Eidechse auf Gozo

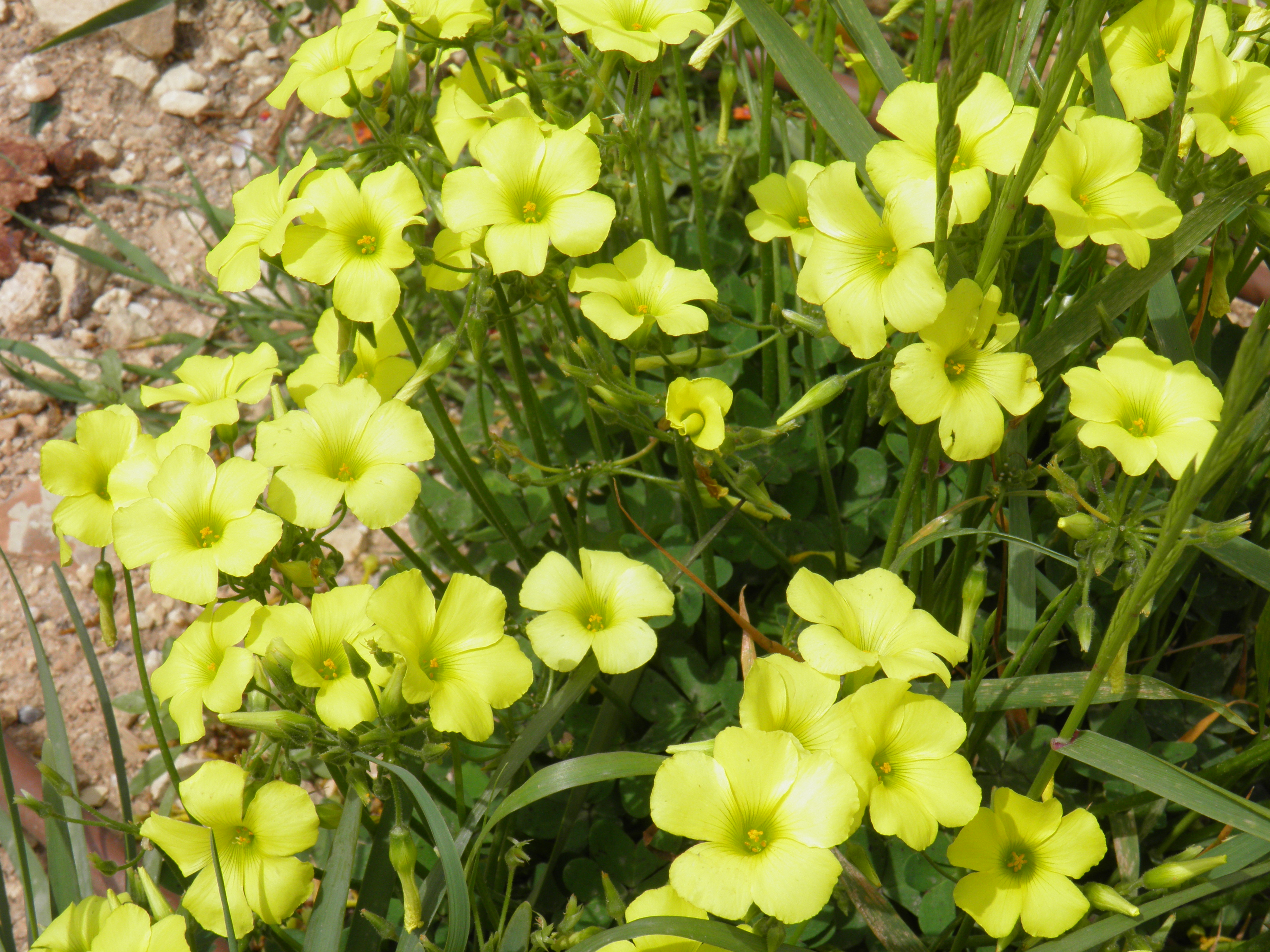
Nickender Sauerklee

Vor allem in den Frühjahrsmonaten zeigt sich Gozo deutlich grüner als die Schwesterinsel Malta. Dies liegt an drei Faktoren: Zum einen hat sich auf dem unfruchtbaren Kalksandstein, aus dem alle Inseln Maltas vornehmlich bestehen, mehr fruchtbare Erde abgelagert als auf Malta, welche eine Grundlage für das Pflanzenwachstum bildet. Des Weiteren gibt es auf Gozo mehrere unterirdische Wasservorkommen, die für die landwirtschaftliche Bewirtschaftung des Landes angebohrt werden konnten. Und zuletzt ist die Bevölkerungsdichte auf Gozo deutlich geringer als auf Malta, so dass größere Freiflächen zwischen den Städten verbleiben.
Die Gozitaner nennen ihre Insel daher gerne die Grüne Insel, obgleich die Vegetation mit mitteleuropäischen Verhältnissen verglichen immer noch sehr karg wirkt. Die Engländer brachten die glattblättrige Opuntie nach Malta, die nicht heimisch war.
Eine weitere Pflanze, die auf Gozo heimisch wurde, ist der Nickende Sauerklee (Oxalis pes-caprae L., Syn.: Oxalis cernua Thunb.), auch Bermuda-Sauerklee oder Ziegenfuß-Sauerklee genannt, dessen ursprüngliche Heimat Südafrika ist.

## Religion
Von den über 30.000 Einwohnern der Insel sind 89 % Katholiken. Seit 1864 existiert auf Gozo ein eigenes Bistum, die Diözese Gozo. Es ist dem Erzbistum Malta als Suffragan unterstellt, hat 15 Pfarreien mit 144 Diözesanpriestern sowie 15 Ordenspriestern und eine Fläche von 67 km². Es gibt 89 Ordensschwestern (Stand 2016). Ta’ Pinu ist ein wichtiger Wallfahrtsort im Westen Gozos.

## Sehenswürdigkeiten

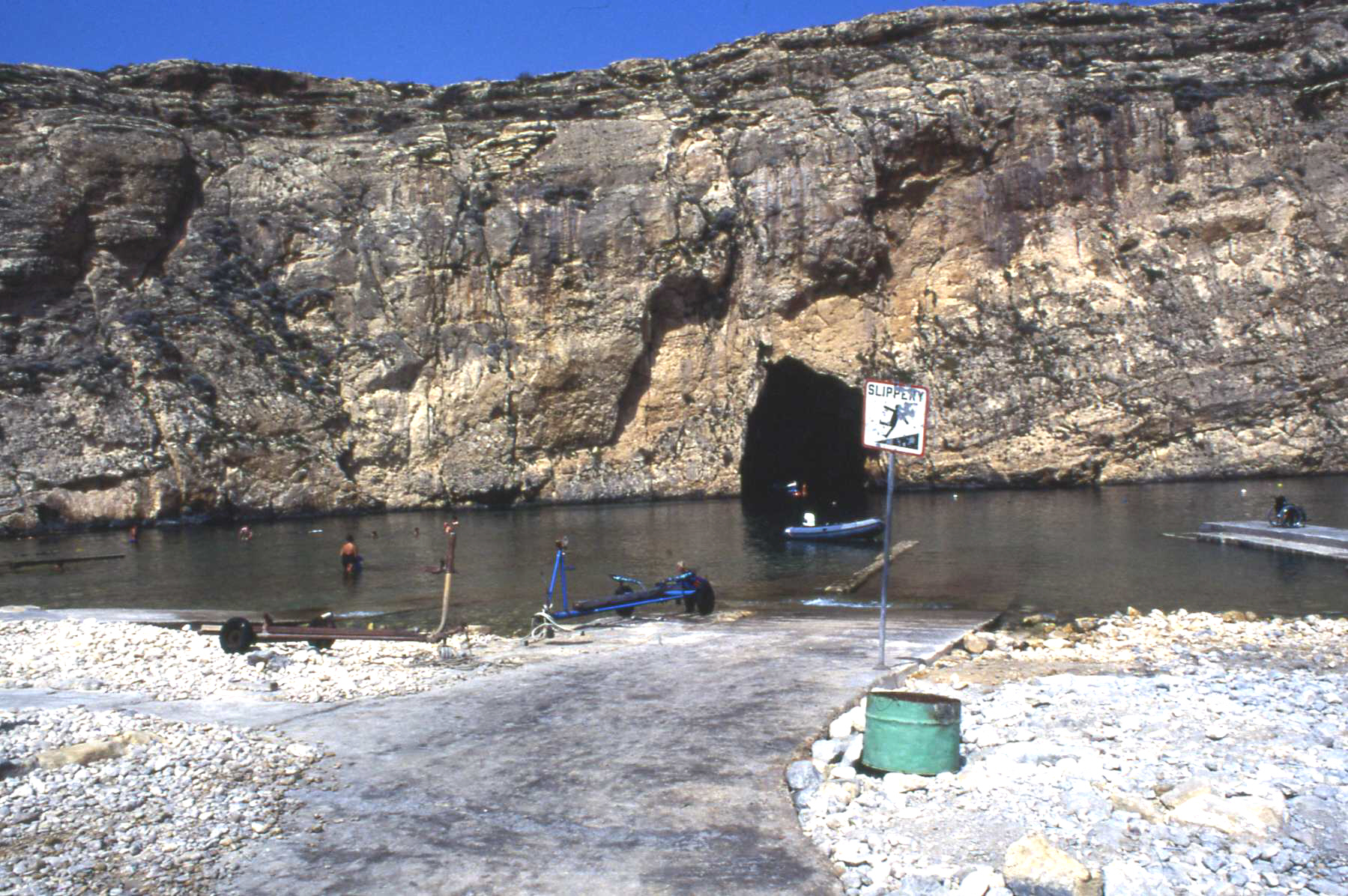
Inlandmeer an der Westküste

Höhle der Kalypso

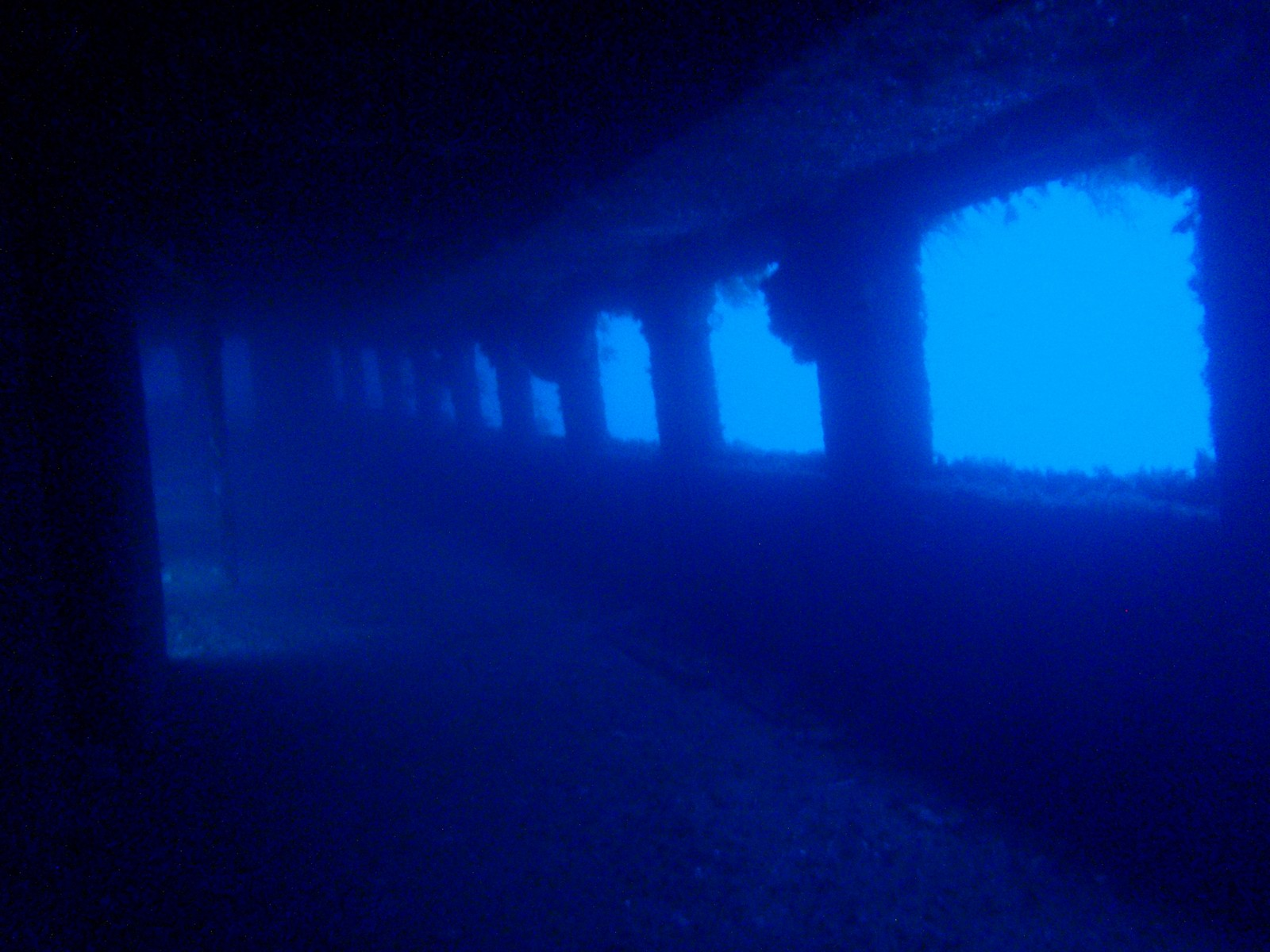
Karwela, Wracktauchen in Gozo

Der Westen Gozos, das Dwejra genannte Gebiet, ist die Hauptattraktion der Insel.
- Durch einen Tunnel mit dem Meer verbundene Inlandsee. Ein kleiner, vom Meer gespeister Salzwassersee.
- Der Fungus Rock, die Heimat des Malteserschwamms
- Das Azure Window (malt. Tieqa Żerqa) war ein natürlich entstandenes Felsentor. Es ist nach dem Einsturz am 8. März 2017 nicht mehr vorhanden.[5]
- Die Salzpfannen
- Der Aquädukt von Kerċem

Das auf einem Berg, 150 Meter über dem Meer weithin sichtbare Giordan Lighthouse ist der einzige Leuchtturm auf Gozo. Nördlich davon an der Küste befindet sich das Wied il-Mielah Window, ein weiteres natürlich entstandenes Felsentor.
An der Nordküste, östlich von Marsalforn, oberhalb der Ramla Bay, liegt die Calypso Cave (Kalypso-Grotte), von der man behauptet, dort habe Odysseus sieben Jahre bei der Nymphe Kalypso gelebt. Seit 2011 gilt die Höhle als einsturzgefährdet und ist für die Öffentlichkeit gesperrt.
Die Tauchgebiete von Gozo zählen wegen der grandiosen Unterwasserlandschaft, Wracks und Höhlen und der klaren Sicht zu den besten im ganzen Mittelmeer. Die bekanntesten Tauchplätze sind u. a. Xwejni Bay, Double Arch, Reqqa Point, Inland Sea, Blue Hole, Billinghurst Cave, Azure Window, Ras il-Ħobż.
Archäologische Denkmäler sind
- Ġgantija
- Brochtorff Circle

## Kultur und Traditionen
Trotz einer Bevölkerung von nur 30.000 Einwohnern gibt es auf Gozo zwei große historische Opernhäuser. Beide, das Astra und das Aurora in Victoria (Rabat), veranstalten regelmäßig Opernfestivals.
Zudem ist Gozo bekannt für das Karnevalsfest in Nadur. Feste sind wichtige Traditionen auf der Insel und werden zu Ehren des Schutzpatrons jedes Dorfes abgehalten. Die Feierlichkeiten enthalten religiöse Zeremonien, Feuerwerke und Live-Band-Musik, einige bieten Pferderennen, Konzerte und einen Wettbewerb um einen Schmierpfahl über dem Wasser an. Das lokale Fest ermöglicht es den Gozitanern, sich zu treffen. In Nadur verkleiden sich viele Einheimische in bunten, extravaganten Karnevalskostümen, mit der Absicht, nicht erkannt zu werden.
Zur Weihnachtszeit wird auf den Maltesischen Inseln die Geburt Jesu in phantasievollen Krippen dargestellt. Auf Gozo wird seit 2007 im Ort Għajnsielem mit Laiendarstellern und Tieren Betlehem für die Dauer von zwei Wochen so dargestellt, wie es vor 2.000 Jahren ausgesehen haben könnte.